# Superman (It's Not Easy)
Non è facile essere me»
(Superman - Five for Fighting)
Superman (It's Not Easy) è un brano pop rock di Five for Fighting (nome d'arte del cantautore John Ondrasik), estratto come primo singolo dal suo secondo album America Town, e pubblicato nel 2001.
La canzone è interpretata dal punto di vista di Superman, benché nel testo del brano non venga mai fatto il nome del supereroe. Superman non viene ritratto come una creatura potente ed infallibile ma come un semplice essere umano, con addosso la pressione di dover soddisfare le aspettative degli altri, oltre che adempiere ai propri doveri.
La canzone è stata usata nella colonna sonora delle serie televisive Smallville e Squadra Emergenza. In italia il brano è stato anche usato come sottofondo della pubblicità della linea di gelati cremeria Motta.

## Il video
Il video del brano è stato diretto da Ramaa Mosley, con la produzione di Devin Whatley per la Ritts/Hayden. La fotografia del video è stata affidata a Giorgio Scali, ed è stato trasmesso per la prima volta nella settimana del 4 giugno 2001. Il video mostra Five for Fighting interpretare il brano, mentre l'ambiente alle sue spalle cambia continuamente. Alla fine del video il cantante si sdraia su un letto, nel quale si trovano già la moglie e il figlioletto.

## Tracce
1. Superman (It's Not Easy) (New Album Version) (3:41)
2. Superman (It's Not Easy) (Live) (3:29)

## Classifiche internazionali
| Classifica (2001-2002) | Massima posizione |
| ---------------------- | ----------------- |
| Paesi Bassi            | 43                |
| Norvegia               | 12                |
| Italia                 | 11                |
| Australia              | 2                 |
| Nuova Zelanda          | 2                 |
| USA Billboard Hot 100  | 14                |